# Sebastian Casinge
Sebastian Casinge, född 16 oktober 1973, är en svensk föreläsare, arkiv- och släktforskare, för närvarande verksam vid Hälsinglands museum. Casinge har bedrivit forskning kring resandesläkter. Han har bidragit med sin forskning till Karin Bojs och Peter Sjölunds populärvetenskapliga bok Svenskarna och deras fäder – de senaste 11 000 åren. Med bland andra Karin Bojs har han medverkat i en dna-studie som bevisar att resandefolket har romskt ursprung och är besläktat med andra romska grupper i Europa. Studien publicerades 2023 i artikeln Genomic Insights into the Population History of the Resande or Swedish Travelers i tidskriften Genome Biology and Evolution, Volume 15.
Casinge har även genom genealogisk forskning i arkiv kunnat härleda de resandes rötter till stormaktstidens "ziguenare" och "tartarer". Han är aktiv i den ideella organisationen Frantzwagner Sällskapet där han löpande skriver artiklar. Han tilldelades Victor Örnbergs hederspris 2024 för sitt långvariga engagemang i forskning om resande anor.
Casinge har tillsammans med religionshistorikern Egil Asprem gjort en radikal omtolkning av ett sägenomspunnet etnografisk föremål i Nordiska museets samlingar, en liten dödskalle i ben som traditionellt presenterats som ett föremål från de svenska häxprocesserna ("Kapten Elins trolltyg"). Casinge och Asprem identifierar istället dödskallen som ett "formerat ben" omnämnt i en rättegång i Karlskrona 1709 och tillverkat att "tatterskan" Anna Maria Adamsdotter. Adamsdotter försörjde sig genom spådom och utövande av vidskepligheter och använde föremålet för att övertyga sina kunder om att de var utsatta för onda människors magiska krafter. Anna Maria Adamsdotter och hennes make Bartolomeus Ludvig tillhörde den romska minoritet som då levde i Sverige, bland vilka man finner en del av förfäderna till senare tiders resande. Casinge och Asprem anför flera skriftliga belägg för mycket likartade föremål och praktiker bland andra romska grupper i Nordeuropa, från 1600-talet fram till 1900-talet. Adamsdotters lilla "formerade ben" är av allt att döma världens äldsta bevarade föremål som härrör från en romsk försörjningstradition. Nordiska museet presenterar från år 2024 föremålet med Casinges och Asprems tolkning i utställningen Nordbor.
Casinge har varit projektledare för ett flertal projekt gällande resandefolket, däribland Den nationella minoriteten Romer i Dalarna i fyra sekler och De resandes kulturarv. Han har även skrivit om de resandes roll som kringresande glashandlare för de småländska bruken Kosta och Casimirsborg i designantologin Småland & Sápmi (2023).
Casinges farfar var bror till dragspelaren Calle Jularbo.